# Michael Wildner
Michael Wildner (* 24. April 1970) ist ein ehemaliger österreichischer Mittelstreckenläufer, der sich auf die 800-Meter-Distanz spezialisiert hatte. Viermal wurde er österreichischer Meister im Freien (1993, 1995–1997) und fünfmal in der Halle (1992–1996, 1998).
Bei den Weltmeisterschaften schied er 1995 in Göteborg und 1997 in Athen im Vorlauf aus. 1996 wurde er Vierter bei den Halleneuropameisterschaften in Stockholm.

## Persönliche Bestzeiten
- 800 m: 1:46,21 min, 19. Juli 1992, Ingolstadt (österreichischer Rekord)
  - Halle: 1:47,03 min, 1. März 1994, Karlsruhe (ehemaliger österreichischer Rekord)
- 1500 m: 3:45,92 min, 27. Mai 1995, Lissabon
  - Halle: 3:45,12 min, 17. Februar 1996, Wien